# Deutscher Filmpreis de Melhor Atriz Principal
O Deutscher Filmpreis de Melhor Atriz Principal (em português: Prêmio de Cinema Alemão de Melhor Atriz) é uma categoria de premiação do Deutscher Filmpreis e reconhece a melhor performance feminina em um papel principal. Do final da década de 1960 e início da década de 1970 até 1996, a categoria foi substituída por um prêmio de “Melhor Atuação”, sem divisão em papéis principais ou coadjuvantes.
Desde 1997, os prêmios para atores foram novamente apresentados separadamente para papéis principais e coadjuvantes. Os vencedores são homenageados com a estatueta do prêmio “Lola” e recebem um valor em dinheiro de de 10.000 euros.

## Vencedoras (1954 a 1968)
| Ano       | Vencedora                | Título do filme                     |
| --------- | ------------------------ | ----------------------------------- |
| 1954      | Ruth Leuwerik            | Geliebtes Leben                     |
| 1955      | Therese Giehse           | Kinder, Mütter und ein General      |
| 1956      | Lilli Palmer             | Teufel in Seide                     |
| 1957      | Lilli Palmer             | Anastasia, die letzte Zarentochter  |
| 1958      | Liselotte Pulver         | Das Wirtshaus im Spessart           |
| 1959      | Não houve prêmio         | Não houve prêmio                    |
| 1960      | Nadja Tiller             | Labyrinth                           |
| 1961      | Hilde Krahl              | Das Glas Wasser                     |
| 1962      | Vera Tschechowa          | Das Brot der frühen Jahre           |
| 1963      | Elisabeth Bergner        | Die glücklichen Jahre der Thorwalds |
| 1964      | Mira Stupica             | Herrenpartie                        |
| 1965      | Jana Brejchová           | Das Haus in der Karpfengasse        |
| 1966      | Sabine Sinjen            | Es                                  |
| 1967      | Alexandra Kluge          | Abschied von gestern                |
| 1968      | Thekla Carola Wied       | Spur eines Mädchens                 |
| 1969–1996 | Prêmio de Melhor Atuação | Prêmio de Melhor Atuação            |

## Vencedoras (a partir de 1997)
1997
Sylvie Testud – Jenseits der Stille
- Gudrun Landgrebe – Rossini – oder die mörderische Frage, wer mit wem schlief
- Susanne Lothar – Engelchen

1998
Katja Riemann – Die Apothekerin e Bandits
- Heike Makatsch – Obsession
- Lisa Martinek – Härtetest

1999
Juliane Köhler – Aimée & Jaguar
Maria Schrader – Aimée & Jaguar e Meschugge
- Caroline Ebner – Viehjud Levi

### Década de 2000
2000
Hannelore Elsner – Die Unberührbare
- Cornelia Schmaus – Wege in die Nacht
- Tamara Simunovic – Schnee in der Neujahrsnacht

2001
Katrin Saß – Heidi M.
- Julia Hummer – Die innere Sicherheit
- Franka Potente – Der Krieger und die Kaiserin

2002
Martina Gedeck – Bella Martha
- Karoline Eichhorn – Der Felsen
- Juliane Köhler – Nirgendwo in Afrika

2003
Hannelore Elsner – Mein letzter Film
- Sophie Rogall – Fickende Fische
- Katrin Saß – Good Bye, Lenin!

2004
Sibel Kekilli – Gegen die Wand
- Nina Hoss – Wolfsburg
- Johanna Wokalek – Hierankl

2005
Julia Jentsch – Sophie Scholl – Die letzten Tage
- Hannelore Elsner – Alles auf Zucker!
- Jessica Schwarz – Kammerflimmern

2006
Sandra Hüller – Requiem
- Inka Friedrich – Sommer vorm Balkon
- Jasmin Tabatabai – Fremde Haut
- Nadja Uhl – Sommer vorm Balkon

2007
Monica Bleibtreu – Vier Minuten
- Hannah Herzsprung – Vier Minuten
- Jördis Triebel – Emmas Glück

2008
Nina Hoss – Yella
- Carice van Houten – Black Book
- Valerie Koch – Die Anruferin
- Victoria Trauttmansdorff – Gegenüber

2009
Ursula Werner – Wolke 9
- Anna Maria Mühe – Novemberkind
- Johanna Wokalek – Der Baader Meinhof Komplex

### Década de 2010
2010
Sibel Kekilli – Die Fremde
- Corinna Harfouch – This Is Love
- Susanne Lothar – Das weiße Band – Eine deutsche Kindergeschichte
- Birgit Minichmayr – Alle anderen

2011
Sophie Rois – Drei
- Bernadette Heerwagen – Die kommenden Tage
- Lena Lauzemis – Wer wenn nicht wir

2012
Alina Levshin – Kriegerin
- Sandra Hüller – Über uns das All
- Steffi Kühnert – Halt auf freier Strecke

2013
Barbara Sukowa – Hannah Arendt
- Martina Gedeck – Die Wand
- Birgit Minichmayr – Gnade

2014
Jördis Triebel – Westen
- Carla Juri – Feuchtgebiete
- Juliane Köhler – Zwei Leben

2015
Laia Costa – Victoria
- Nina Hoss – Phoenix
- Katharina Marie Schubert – Ein Geschenk der Götter

2016
Laura Tonke – Hedi Schneider steckt fest
- Rosalie Thomass – Grüße aus Fukushima
- Jördis Triebel – Ein Atem

2017
Sandra Hüller – Toni Erdmann
- Julia Jentsch – '2'4 Wochen
- Lilith Stangenberg – Wild

2018
Marie Bäumer – 3 Tage in Quiberon
- Diane Kruger – Aus dem Nichts
- Kim Riedle – Back for Good

2019
Susanne Wolff – Styx
- Luise Heyer – Das schönste Paar
- Aenne Schwarz – Alles ist gut

### Década de 2020
2020
Helena Zengel – Systemsprenger
- Anne Ratte-Polle – Es gilt das gesprochene Wort
- Alina Șerban – Gipsy Queen

2021
Maren Eggert – Ich bin dein Mensch
- Saskia Rosendahl – Fabian oder Der Gang vor die Hunde
- Luna Wedler – Je suis Karl

2022
Meltem Kaptan – Rabiye Kurnaz gegen George W. Bush
- Sara Fazilat – Nico
- Saskia Rosendahl – Niemand ist bei den Kälbern
- Ursula Strauss – Le Prince

2023
Leonie Benesch – Das Lehrerzimmer
- Zar Amir Ebrahimi – Holy Spider
- Sandra Hüller – Sisi & Ich

2024
- Corinna Harfouch – Sterben
- Hannah Herzsprung – 15 Jahre
- Bayan Layla – Elaha